# 2018-as svéd labdarúgó-bajnokság (másodosztály)
A 2018-as Superettan volt a 18. alkalommal megrendezett másodosztályú labdarúgó-bajnokság Svédországban. A pontvadászat 2018. március 31-én kezdődött és november 10-én ért véget.

## Csapatváltozások
| Feljutott a másodosztályba | Kiesett a harmadosztályba  |
| -------------------------- | -------------------------- |
| IK Brage Landskrona BoIS   | Syrianska FC Åtvidaberg FF |

## Résztvevő csapatok
| Csapat              | Székhely     | Stadion                 | Befogadóképesség1 |
| ------------------- | ------------ | ----------------------- | ----------------- |
| AFC Eskilstuna      | Eskilstuna   | Tunavallen              | 7,800             |
| Degerfors IF        | Degerfors    | Stora Valla             | 12,500            |
| Falkenbergs FF      | Falkenberg   | Falcon Alkoholfri Arena | 5,565             |
| GAIS                | Göteborg     | Gamla Ullevi            | 18,416            |
| Gefle IF            | Gävle        | Gavlevallen             | 6,500             |
| Halmstads BK        | Halmstad     | Örjans Vall             | 10,873            |
| Helsingborgs IF     | Helsingborgs | Olimpiai Stadion        | 16,500            |
| IFK Värnamo         | Värnamo      | Finnvedsvallen          | 5,000             |
| IK Brage            | Borlänge     | Domnarvsvallen          | 6,500             |
| IK Frej             | Täby kyrkby  | Vikingavallen           | 2,650             |
| Jönköpings Södra IF | Jönköping    | Stadsparksvallen        | 5,500             |
| Landskrona BoIS     | Landskrona   | Landskrona IP           | 10,500            |
| Norrby IF           | Borås        | Borås Arena             | 17,800            |
| Varbergs BoIS       | Varberg      | Påskbergsvallen         | 4,500             |
| Örgryte IS          | Göteborg     | Gamla Ullevi            | 18,416            |
| Östers IF           | Växjö        | Visma Arena             | 12,000            |

- 1A Svéd Labdarúgó Szövetség honlapja szerint.[6]

## A bajnokság végeredménye
| Hely. | Csapat                 | M  | Gy | D  | V  | G+ | G– | Gk  | P  | Továbbjutás vagy kiesés    |
| ----- | ---------------------- | -- | -- | -- | -- | -- | -- | --- | -- | -------------------------- |
| 1.    | Helsingborgs IF (B, F) | 30 | 18 | 9  | 3  | 59 | 30 | +29 | 63 | feljutott az Allsvenskanba |
| 2.    | Falkenbergs FF (F)     | 30 | 18 | 5  | 7  | 61 | 34 | +27 | 59 | feljutott az Allsvenskanba |
| 3.    | AFC Eskilstuna (F)     | 30 | 13 | 15 | 2  | 40 | 16 | +24 | 54 | Rájátszás                  |
| 4.    | Örgryte IS             | 30 | 15 | 7  | 8  | 56 | 37 | +19 | 52 |                            |
| 5.    | Halmstads BK           | 30 | 15 | 6  | 9  | 49 | 38 | +11 | 51 |                            |
| 6.    | IK Brage               | 30 | 12 | 9  | 9  | 46 | 45 | +1  | 45 |                            |
| 7.    | Degerfors IF           | 30 | 11 | 9  | 10 | 45 | 46 | −1  | 42 |                            |
| 8.    | Östers IF              | 30 | 11 | 8  | 11 | 48 | 43 | +5  | 41 |                            |
| 9.    | IK Frej                | 30 | 10 | 7  | 13 | 46 | 56 | −10 | 37 |                            |
| 10.   | GAIS                   | 30 | 8  | 11 | 11 | 40 | 41 | −1  | 35 |                            |
| 11.   | Jönköpings Södra IF    | 30 | 9  | 8  | 13 | 31 | 38 | −7  | 35 |                            |
| 12.   | Norrby IF              | 30 | 9  | 7  | 14 | 31 | 50 | −19 | 34 |                            |
| 13.   | IFK Värnamo (K)        | 30 | 9  | 5  | 16 | 31 | 48 | −17 | 32 | Osztályozó                 |
| 14.   | Varbergs BoIS (O)      | 30 | 7  | 8  | 15 | 43 | 54 | −11 | 29 | Osztályozó                 |
| 15.   | Gefle IF (K)           | 30 | 6  | 7  | 17 | 31 | 60 | −29 | 25 | Kiesik a Division 1-be     |
| 16.   | Landskrona BoIS (K)    | 30 | 5  | 7  | 18 | 35 | 56 | −21 | 22 | Kiesik a Division 1-be     |

### Osztályozó
| 2018. november 14. 19:00 UTC+1 |

| Syrianska FC           | 1–0         | IFK Värnamo |
| ---------------------- | ----------- | ----------- |
| Hellberg 48' (büntető) | Jegyzőkönyv |             |

| Södertälje Fotbollsarena, Södertälje Nézőszám: 2103 Játékvezető: Adam Ladebäck |

| 2018. november 18. 14:30 UTC+1 |

| IFK Värnamo                           | 2–2         | Syrianska FC                  |
| ------------------------------------- | ----------- | ----------------------------- |
| Achinioti-Jönsson 50' Henningsson 82' | Jegyzőkönyv | Rajalakso 45+1' Ranégie 90+1' |

| Finnvedsvallen, Värnamo Nézőszám: 1526 Játékvezető: Victor Wolf |

Syrianska FC nyert 3–2-es összesítéssel.
| 2018. november 14. 16:45 UTC+1 |

| Oskarshamns AIK                          | 4–2         | Varbergs BoIS          |
| ---------------------------------------- | ----------- | ---------------------- |
| Skogh 4' Kvist 44', 58' Christensson 71' | Jegyzőkönyv | Krezic 66' Modig 90+3' |

| Arena Oskarshamn, Oskarshamn Nézőszám: 2029 Játékvezető: Fredrik Klitte |

| 2018. november 18. 14:30 UTC+1 |

| Varbergs BoIS           | 2–0         | Oskarshamns AIK |
| ----------------------- | ----------- | --------------- |
| Izuchukwu 20' Ejupi 41' | Jegyzőkönyv |                 |

| Påskbergsvallen, Varberg Nézőszám: 1364 Játékvezető: Granit Maqedonci |

Varbergs BoIS nyert 4-4-es összesítéssel, idegenben lőtt gólokkal.

## Statisztika
| # | Játékos               | Klub            | Gólok |
| - | --------------------- | --------------- | ----- |
| 1 | Andri Rúnar Bjarnason | Helsingborgs IF | 16    |
| 2 | Erik Björndahl        | Degerfors IF    | 14    |
| 2 | Chisom Egbuchulam     | Falkenbergs FF  | 14    |
| 4 | Kinosita Koszuke      | Halmstads BK    | 13    |
| 4 | Diego Montiel         | Örgryte IS      | 13    |
| 6 | Pär Cederqvist        | IFK Värnamo     | 12    |
| 6 | Kapčević              | Östers IF       | 12    |
| 6 | Samuel Nnamani        | AFC Eskilstuna  | 12    |
| 6 | Joakim Runnemo        | IK Frej         | 12    |

| # | Játékos              | Klub            | Gólpassz |
| - | -------------------- | --------------- | -------- |
| 1 | Diego Montiel        | Örgryte IS      | 14       |
| 2 | Darijan Bojanić      | Helsingborgs IF | 13       |
| 3 | Jakob Glasberg       | IK Frej         | 10       |
| 4 | Christoffer Carlsson | Falkenbergs FF  | 9        |
| 5 | Adam Eriksson        | Helsingborgs IF | 8        |
| 5 | Simon Helg           | Östers IF       | 8        |
| 5 | Robbin Sellin        | IK Brage        | 8        |
| 5 | Robin Östlind        | Falkenbergs FF  | 8        |
| 9 | Karl Söderström      | Falkenbergs FF  | 7        |

### Mesterhármast elérő játékosok
| Játékos               | Csapat          | Ellenfél      | Végeredmény | Dátum               |
| --------------------- | --------------- | ------------- | ----------- | ------------------- |
| Andri Rúnar Bjarnason | Helsingborgs IF | IK Frej       | 1–5         | 2018. április 14.   |
| Sargon Abraham        | Degerfors IF    | Norrby IF     | 1–3         | 2018. május 14.     |
| Kinosita Koszuke      | Halmstads BK    | Varbergs BoIS | 2–3         | 2018. június 2.     |
| Simon Alexandersson   | IK Brage        | IFK Värnamo   | 2–3         | 2018. június 30.    |
| Dušan Jajić           | IK Frej         | Gefle IF      | 2–5         | 2018. augusztus 5.  |
| Chisom Egbuchulam     | Falkenbergs FF  | Degerfors IF  | 4–1         | 2018. augusztus 26. |